# Зуйков, Владимир Николаевич
Влади́мир Никола́евич Зу́йков (27 января 1935, Москва — 25 февраля 2021, там же) — советский, российский художник-постановщик и художник-мультипликатор, график, иллюстратор. Заслуженный художник РСФСР (1989). Лауреат Премии Президента Российской Федерации (2021, посмертно).

## Биография
Родился 27 января 1935 года в Москве. После окончания Московского городского педагогического института им. В. П. Потёмкина в 1956 году работал школьным преподавателем, занимался иллюстрированием по договорам в разных издательствах, в журналах и газетах.
С 1967 года по момент смерти — художник-постановщик на киностудии «Союзмультфильм».
Работы в области рисованной мультипликации. Большинство фильмов создал с режиссёрами Ф. С. Хитруком, В. М. Угаровым, В. И. Морозовым, Н. Е. Головановой, Г. М. Сокольским, Н. О. Лернером и другими. Принял участие в создании более 30 мультипликационных фильмов.
С 1972 года занимался иллюстрированием книг. В 1996—2005 годах — преподаватель в Детской школе анимационного искусства.
С 2002 года преподавал во ВГИКе на кафедре режиссуры анимационного кино.
Много лет сотрудничал с книжными издательствами; проиллюстрировал десятки книг, среди которых произведения К. Булычёва, А. Линдгрен, А. А. Милна, Г. Остера, О. Пройслера, О. Уайльда, А. Шмидт. Много работал с научно-популярными журналами «Знание — сила» и «Химия и жизнь».
Его работы хранятся в музеях и частных коллекциях в России и за рубежом.
Скончался 25 февраля 2021 года от коронавирусной инфекции. Прах захоронен в колумбарии на Ваганьковском кладбище.

## Избранная фильмография
Художник-постановщик
- 1968 — Фильм, фильм, фильм
- 1968 — Зигзаг удачи (мультипликация)
- 1969 — Винни-Пух
- 1971 — Винни-Пух идёт в гости
- 1971 — Фитиль № 112 (короткометражный) — Болтун-«активист»
- 1972 — Винни-Пух и день забот
- 1972 — Любить человека (мультипликация)
- 1973 — Остров
- 1973 — Равновесие страха
- 1974 — Дарю тебе звезду
- 1975 — Бегство мистера Мак-Кинли (мультипликация)
- 1976 — Икар и мудрецы
- 1976 — Птичка Тари
- 1976 — Шкатулка с секретом
- 1977 — Кто я такой?
- 1977 — Старт
- 1979 — Недодел и Передел
- 1980 — Девочка и медведь
- 1980 — О спорт, ты — мир! (документально-игровой)
- 1981 — Халиф-аист
- 1982 — Олимпионики
- 1982 — Про деда, бабу и курочку Рябу
- 1983 — Лев и бык
- 1983 — Наваждение Родамуса Кверка
- 1985 — Королевский бутерброд
- 1985 — Старая лестница
- 1986 — Мальчик как мальчик
- 1988 — Кот и клоун
- 1988 — Кот, который умел петь
- 1990 — Сказка
- 2011 — Ия Саввина. Гремучая смесь с колокольчиком (документальный)
- 2013 — Белосинее безмолвие

## Награды
- Заслуженный художник РСФСР (3 октября 1989 года) — за заслуги в области советского искусства[4]
- Премия Президента Российской Федерации в области литературы и искусства за произведения для детей и юношества 2020 года (23 марта 2021 года, посмертно) — за вклад в развитие отечественного анимационного искусства и кинематографического образования[5]
- Премия на XI международном кинофестивале короткометражных фильмов в Кракове (Польша), 1974 г. за мультфильм «Остров».
- Премия на XXVII МКФ в Каннах (Франция), 1974 г. за мультфильм «Остров».
- Премия на международном кинофестивале цветного кино в Барселоне (Испания), 1976 г. за мультфильм «Дарю тебе звезду».
- премия на XIX МКФ неигрового и анимационного кино в Лейпциге (ГДР), 1976 г. за мультфильм «Икар и мудрецы»
- Премия на XI международном кинофестивале мультфильмов в Аннеси (Франция), 1977 г. за мультфильм «Икар и мудрецы»
- премия на VII международном кинофестивале мультфильмов в г. Эшпинью (Португалия), 1983 г. за мультфильм «Лев и бык»
- Почётный диплом в категории фильмов от 3 до 12 мин. на XIV МКФ короткометражных фильмов в Тампере (Финляндия) за мультфильм «Лев и бык»
- «Лев и бык» назван лучшим фильмом года — «За мастерское владение классическим мультипликационным стилем».
- Икар (кинопремия), 2016 г.: Приз в почётной номинации «Мастер» вручён Владимиру Зуйкову[6].